# Demo per Commodore 64
I demo per Commodore 64 sono dimostrazioni prodotte da programmatori, musicisti e artisti per mostrare cosa potesse essere creato con il Commodore 64 o per evidenziarne caratteristiche peculiari.

## Storia
Uno dei primi demo realizzati fu quello prodotto dalla stessa Commodore per natale del 1982 per dimostrare le potenzialità della macchina. La demoscene crebbe gradualmente: dagli iniziali demo a singolo file con del testo scorrevole e senza musica, furono prodotti interi dischi di demo, alcuni dei quali arrivavano a riprodurre musica mentre il successivo demo era in caricamento, senza nessuna interruzione del suono.
Quando apparve il Commodore Amiga, molti dei precedenti programmatori di demo per il 64 cambiarono piattaforma e continuarono a creare demo per l'Amiga.

## Descrizione
Sebbene fosse comune trovare demo che mostravano soltanto una singola immagine, solo tracce musicali oppure una sola specifica tecnica di programmazione, si formarono gruppi i cui membri erano esperti in composizione musicale, computer grafica e programmazione. 

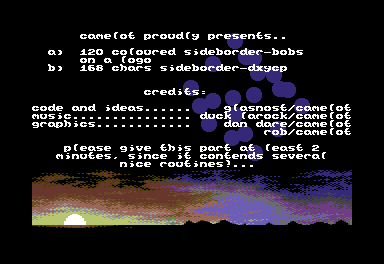
Bordi - Schermata dell'introduzione alla parte "Bobby Border" del demo "Camel Park". Si notino i bordi neri.

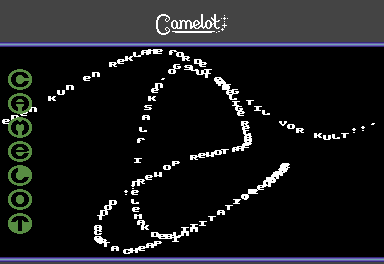
Tutti i bordi rimossi - schermata di uno degli effetti principali della parte Bobby Border di Camel Park. Si noti come gli sprite si muovano all'interno dei bordi. È anche un esempio dell'effetto DXYCP (sprite-scroller).

I demo presentano svariati effetti, la maggior parte dei quali sono dovuti a comportamenti non documentati del chip MOS VIC-II che gestiva la grafica. Alcuni esempi sono:
- FLD (flexible line distance): sposta righe bitmap o di caratteri verticalmente quanto si desidera, rendendo possibile lo spostamento verticale di qualsiasi blocco grafico alto 8 pixel[1][2]
- FLI (flexible line interpretation)
- FPP (Flexible Pixel Positioning)
- Tec-Tec
- VSP (Variable Screen Positioning)
- AGSP (Any Given Screen Position)